# Osmoderma eremita
Osmoderma eremita е вид насекомо от семейство Листороги бръмбари (Scarabaeidae). Видът е почти застрашен от изчезване.

## Разпространение
Разпространен е в Австрия, Белгия, Германия, Дания, Испания, Италия, Латвия, Лихтенщайн, Нидерландия, Норвегия, Франция, Швейцария и Швеция.